# Hieracium glomeratum
Hieracium glomeratum là một loài thực vật có hoa trong họ Cúc. Loài này được Froel. mô tả khoa học đầu tiên năm 1838.